# Dagstidning

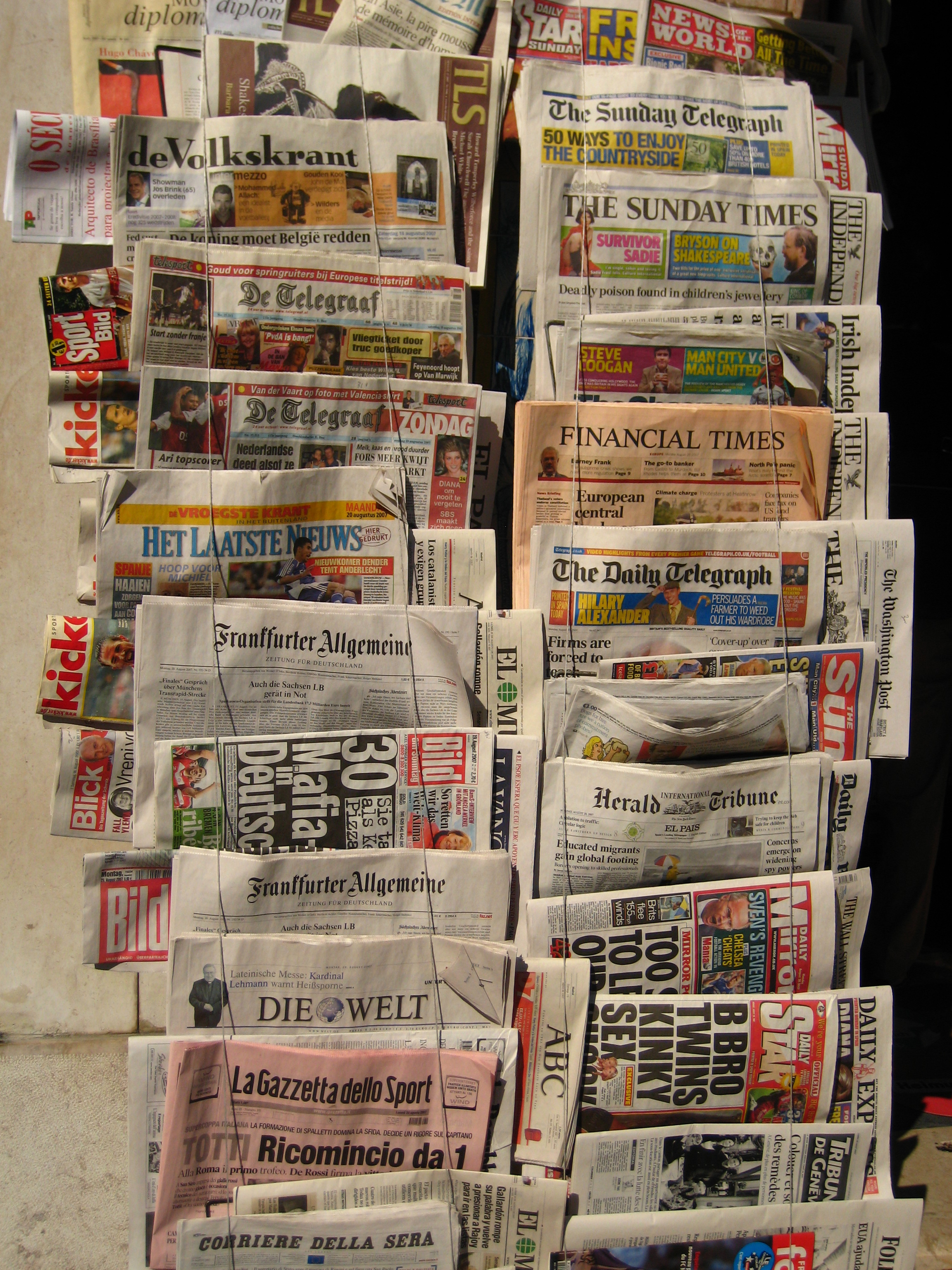
Dagstidningar från olika länder

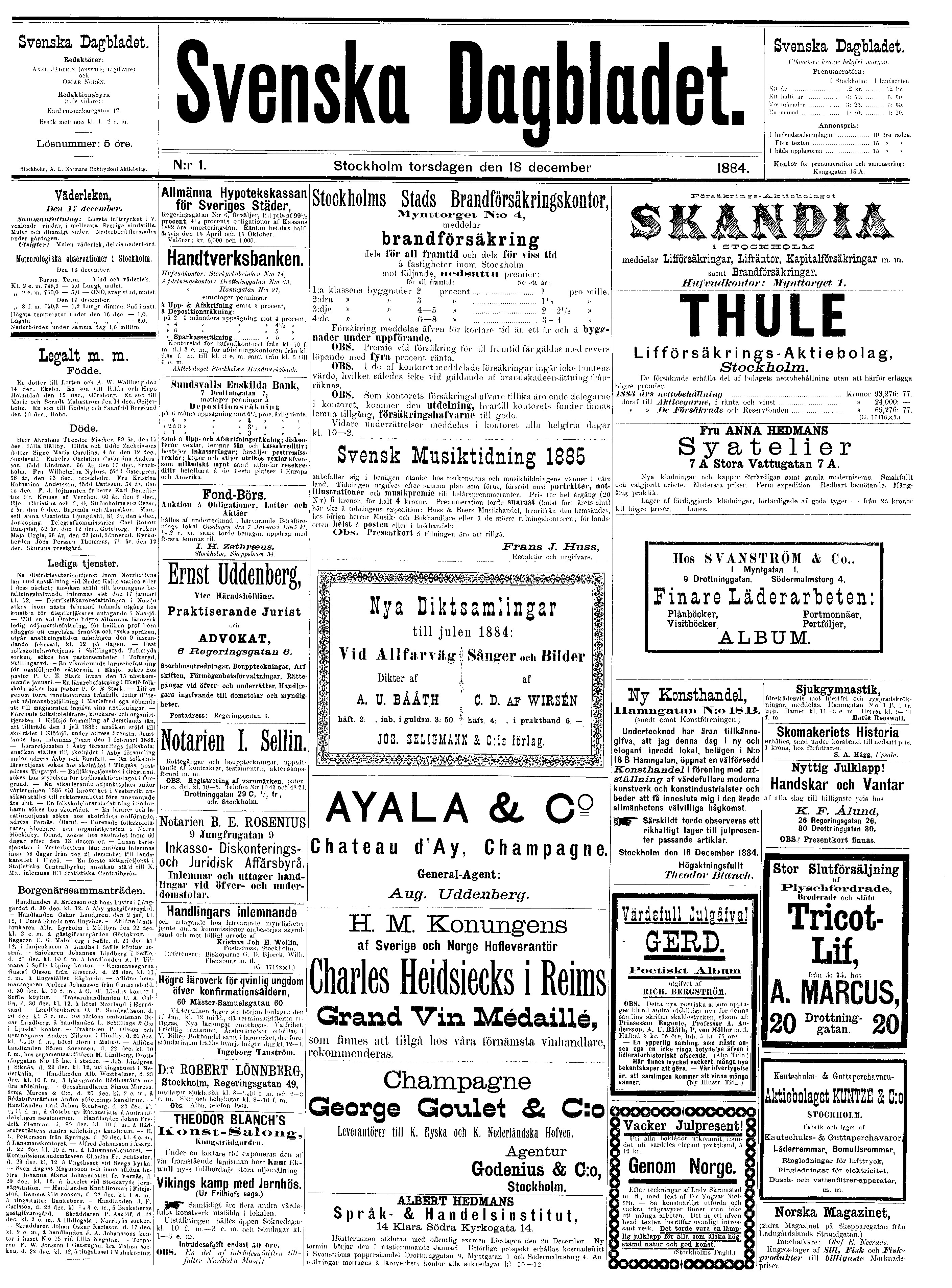
Första sidan av första numret av Svenska Dagbladet, 18 december 1884

En dagstidning är en tidning som först och främst innehåller en allsidig nyhetsrapportering. I Sverige ges dagstidningar ut minst en gång per vecka (se dock veckotidning), internationellt i regel minst två gånger per vecka.

## Utgivning

### Frekvens
I svensk lagstiftning definieras dagstidning som en skrift som utgör allmän nyhetstidning av dagspresskaraktär med reguljär nyhetsförmedling eller allmänpolitisk opinionsbildning, som normalt kommer ut med minst ett nummer varje vecka, jämte tillhörande löpsedel och bilaga. Internationellt förs statistik om dagstidningar som ges ut minst två gånger i veckan.
Det vanligaste är att en dagstidning ges ut med flera upplagor under en veckas lopp. En dagstidning med utgivning sex dagar i veckan har sexdagarsutgivning, en tidning med utgivning alla veckans dagar har sjudagarsutgivning.

### Tidpunkt
I Sverige skiljs av tradition på morgontidningar och kvällstidningar, även om "kvällstidningar" numera också försäljs redan på förmiddagen.

## Format
De flesta moderna tidningar finns i tre storlekar:
- Broadsheet: 600 mm x 380 mm, förknippades tidigare ofta med mer traditionella tidningar, men formatet har i flera länder övergivits till förmån för tabloidfomat.
- Tabloid: hälften så stor som broadsheet med 380 mm x 300 mm, förknippades tidigare med mer sensationsinriktat material i tidningarna än de i broadsheet, men har numera i flera länder blivit standardformat för dagstidningar.
- Berliner eller Midi: 470 mm x 315 mm, används i vissa europeiska länder.

Tidningar trycks vanligen på billigt, off white-papper[förklaring behövs]. Sedan 1980-talet har tidningsindustrin i stort sett övergått till offsettryck.  Införandet av digital teknik sedan 1980-talet har i grunden förändrat tidningsproduktionen och också dess förutsättningar att konkurrera på annonsmarknaden.
Vissa tidningar använder färgat tidningspapper för att särskilja tidningen i tidningsställen. Financial Times och Dagens Industri trycks till exempel på rosa papper.

## Typ
Journalisten och författaren Per Svensson beskriver en dagstidning som "[...] koncept att strukturera, redigera och paketera information och åsikter."